# Left 4 Dead
Left 4 Dead (»Left for dead«, dobesedno »prepuščeni smrti«) je prvoosebna strelska videoigra z elementi preživetvene grozljivke razvojnega studia Turtle Rock Studios, ki je prvič izšla 17. novembra 2008. Igro sta distribuirali podjetji Valve Corporation, ki je med razvojem prevzelo Turtle Rock Studios, in Electronic Arts. Na dan izida je bila na voljo prek Valveovega digitalnega servisa Steam, naslednji dan za fizični nakup v Severni Ameriki in do konca tedna še drugod po svetu. Sprva je bila na voljo za Microsoft Windows in konzolo Xbox 360, dve leti kasneje pa je izšla še predelava za Mac OS X.

## Zgodba in igranje
Dogajanje je postavljeno na severovzhod Združenih držav Amerike v čas po izbruhu apokaliptične pandemije virusa, ki spreminja ljudi v zombije. Protagonisti so štirje preživeli, ki so po naključju imuni na virus in se morajo v različnih scenarijih prebiti do mesta za evakuacijo, na poti pa so jim številčne horde zombijev. V enoigralskem načinu prevzame igralec vlogo enega od preživelih, ostale pa nadzoruje umetna inteligenca. Poleg tega obstaja več večigralskih načinov: v kooperativnem načinu do štirje igralci prevzamejo vloge protagonistov in se prebijajo skozi kampanje, v preživetvenem načinu pa so morajo preživeti čim dlje, preden jih preplavi neskončna horda zombijev. Zadnji način je spopad dveh ekip po največ štirje igralci. V tem primeru polovica igralcev prevzame vloge posebnih tipov okuženih in morajo preprečiti preživelim napredovanje do nadzornih točk kampanje. Ko vsi preživeli dosežejo nadzorno točko ali so vsi štirje mrtvi, se vloge zamenjajo, na koncu pa se točkuje razdalja, ki so jo člani obeh skupin dosegli kot preživeli. V vseh načinih umetna inteligenca dinamično določa tempo igre, odvisno od stanja preživelih. Element preživetvene grozljivke je nenehna ogroženost zaradi konstantnih napadov zombijev, pri čemer so sredstva (strelivo, življenjska energija) zelo omejena.

## Odziv
Igra je bila po izidu deležna vsesplošnega odobravanja s strani igralcev in tudi kritikov. Na spletnih straneh, ki zbirajo kritiške ocene, ima povprečno oceno okoli 90 %. Kritiki so izpostavili odlično filmsko vzdušje in raznolikost, ki tudi po večkratnem igranju ohranja igro zanimivo. Left 4 Dead je več igričarskih revij in drugih organizacij izbralo za najboljšo večigralsko igro leta. Nekaj kritik sta bila deležna le grafična podoba, ki jo ustvarja v času izida že nekoliko zastarel igralni pogon, in omejen nabor igralnih območij. Konec septembra 2009 je založnik objavil, da so bili prodani skoraj trije milijoni izvodov igre.
Valve Corporation je kasneje izdal več dodatkov, predvsem v obliki novih kampanj. Na podlagi uspeha igre je 17. novembra 2009 izšlo nadaljevanje z naslovom Left 4 Dead 2. Kasneje izdana dodatna vsebina povezuje zgodbo obeh delov. Predelava obeh iger za operacijski sistem Mac OS X, ki je izšla konec oktobra 2010, omogoča skupno igranje igralcev na obeh sistemih.

## Sistemske zahteve
procesor 3.0 GHz Pentium 4, 2.0 GHz Dual Core, ali AMD64X2,
1 GB RAM,
128 MB DirectX 9.0 kompatibilna grafična kartica s podporo za Pixel Shader 2.0,
DirectX 9.0c-kompatibilna zvočna kartica,
povezava z internetom za aktivacijo in nalaganje posodobitev